# Squale à queue claire
Euprotomicroides zantedeschia
Genre
Espèce
Répartition géographique
Statut de conservation UICN

 LC  : Préoccupation mineure
Le squale à queue claire (Euprotomicroides zantedeschia) est une espèce de petits requins, la seule du genre Euprotomicroides.